# Eurocódigo 7
El eurocódigo 7 (EN 1997) es el una de las normas europeas publicadas por el Comité Europeo de Normalización para unificar los criterios y normativas europeas en relación con el proyecto geotécnico de estructuras en edificación y obra civil.
Se organiza en tres partes, enumerándose los temas tratados a continuación:
- Parte 1: Reglas generales.
  - Las bases generales de los aspectos geoténicos del diseño de edificios, evaluación de datos geotécnicos, usos para la mejora del terreno, refuerzos del terreno, drenajes y rellenos.
  - Diseño geotécnico de cimentaciones superficiales (como zapatas o losas de cimentación) y profundas, (como pilotes), estructuras de contención, pantallas, desmontes y diques. Reglas de cálculo para las acciones originadas por los terrenos y presiones de agua, ampliando los criterios de la NBE-AE-88.

- Parte 2: Diseño asistido con ensayos de laboratorio.
  - Requisitos para la ejecución, interpretación y uso de los resultados de laboratorio en el proyecto geotécnico.

- Parte 3: Diseño asistido con ensayos de campo.
  - Requisitos para la ejecución, interpretación y uso de los resultado de los ensayos de campo en el proyecto geotécnico.

- Datos: Q3557006